# مسابقات فرمولا
مسابقات فرمول (که در آمریکای شمالی به مسابقات با چرخ‌های باز (به انگلیسی: open-wheel racing) شناخته می‌شود) به مسابقه با انواع مختلفی از خودروهای تک‌سرنشین با چرخ‌های باز در مسابقات موتوری اطلاق می‌شود. ریشه این اصطلاح به نام‌گذاری‌ای برمی‌گردد که فیا برای قوانین خودروی تک‌سرنشین پس از جنگ جهانی دوم، تعیین کرد. در آن زمان فیا انواع خودروهای چرخ باز را در دسته‌بندی‌های مختلف قرار داد.
معروف‌ترین این دسته‌ها شامل فرمول یک، فرمول ای، فرمول دو، فرمول سه، فرمول منطقه‌ای سه و فرمول چهار هستند.
دسته‌بندی‌هایی مانند فرمول سه و فرمول دو به عنوان فرمول‌های پرورشی شناخته می‌شوند، که در صورت موفقیت در آن‌ها شرکت‌کنندگان می‌توانند به سطوح بالاتر مانند فرمول یک و فرمول ای صعود کنند. دو نوع اصلی از فرمول‌های مسابقات وجود دارد: فرمول «اُپن» که امکان انتخاب شاسی یا موتور را فراهم می‌آورد و فرمول «اسپک» که به یک تأمین‌کننده‌ای واحد برای شاسی و موتور متکی است. فرمول سه نمونه‌ای از فرمول «اُپن» است، در حالی که فرمول بی‌ام‌و نمونه‌ای از فرمول «اسپک» است. همچنین استثناهایی در این دو نوع وجود دارد، مانند فرمول فورد که دارای فرمول شاسی «اُپن» اما موتور «اسپک» است.
در حالی که مسابقات فرمول یک گران‌ترین نوع مسابقات موتوری در جهان است، همه سری‌های فرمول هزینه‌بر و حرفه‌ای نیستند. برخی از فرمول‌ها که برای جوانان و آماتورها طراحی شده‌اند، از جمله دسته‌هایی مانند فرمول ۱۰۰۰ و فرمول وی، از کم‌هزینه‌ترین انواع مسابقات پیست هستند.
بیشتر دسته‌های امروزی فرمول استفاده از لاستیک‌های ریسینگ و استفاده گسترده از بال‌ها را برای افزایش سرعت‌های پیچ مجاز می‌دانند. با این حال، دسته‌های آماتور محبوبی مانند فرمول فورد و فرمول وی از این امکانات استفاده نمی‌کنند و به همین دلیل سرعت‌های پیچ بسیار کندتری دارند و در آن‌ها دریفت نقش مهم‌تری در پیچ‌ها ایفا می‌کند.

## مسابقات جهانی

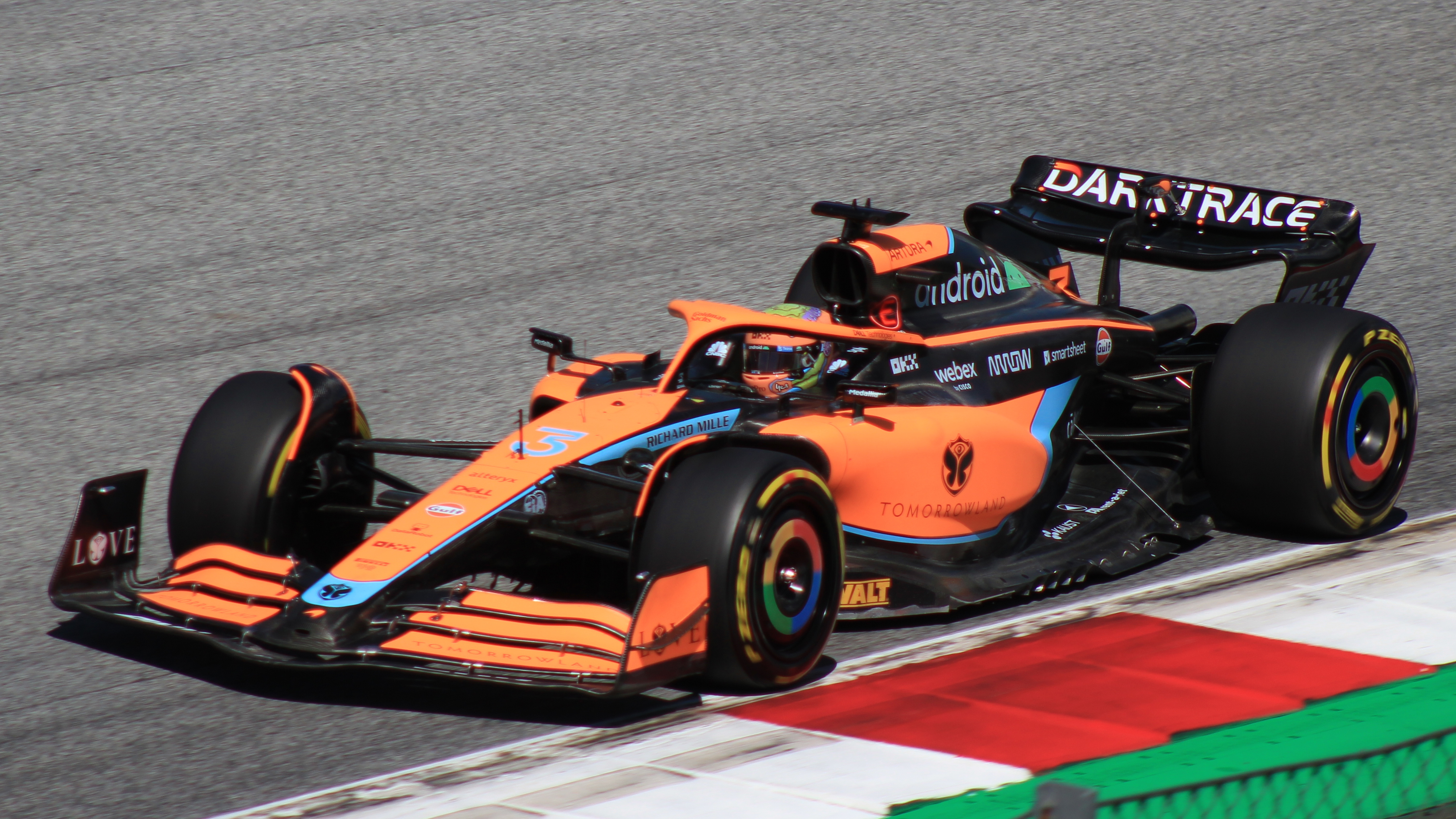
استرالیا 2022

### فرمول یک
در روند احیای مسابقات گرند پری پس از پایان جنگ جهانی دوم، فدراسیون بین‌المللی اتومبیل‌رانی مسئول تعیین مقررات استاندارد فرمول یک (F1) در سال ۱۹۴۶ بود. اولین مسابقه‌ای که بر اساس مقررات ابتدایی فرمول یک برگزار شد، مسابقه‌ای در شهر تورین در سپتامبر ۱۹۴۶ بود. اولین فصل به رسمیت شناخته‌شده فرمول یک در سال ۱۹۴۷ برگزار شد و مسابقات قهرمانی جهانی رانندگان نیز در سال ۱۹۵۰ تأسیس شد.

### فرمول ای
فرمول ای بالاترین سطح رقابت برای خودروهای تک‌سرنشین برقی است که اولین فصل آن در سال‌های ۲۰۱۴–۲۰۱۵ برگزار شد. این مسابقات قهرمانی که در سال ۲۰۱۲ معرفی شد، توسط فیا به عنوان یک پلتفرم تحقیقات و توسعه برای خودروهای برقی و ترویج علاقه به خودروهای الکتریکی و پایداری طراحی شده بود. این سری از مسابقات عمدتاً در پیست‌های موقتی در شهرهایی مانند نیویورک، هنگ کنگ، زوریخ، برلین، رم و پاریس برگزار می‌شود و این رویدادها به نام «ای-پیرکس» شناخته می‌شوند. به منظور محدود کردن هزینه‌ها و در عین حال حفظ توسعه فناوری، در این سری از مسابقات از شاسی و باتری استاندارد استفاده می‌کنند که باید توسط تمامی شرکت‌کنندگان مورد استفاده قرار گیرد. در این مسابقات تیم‌ها مجاز به طراحی و ساخت موتور، اینورتر و تعلیق عقب خود هستند. این سری از مسابقات در سال‌های اخیر به‌طور قابل توجهی مورد توجه قرار گرفته است.